# Quận Beaufort, South Carolina
Quận Beaufort là một quận trong tiểu bang Nam Carolina. Theo điều tra dân số năm 2000, quận có dân số 120.937; năm 2005, dân số là 137.849 người. Quận lỵ đóng ở Beaufort.6

## Địa lý
Theo Cục điều tra dân số Hoa Kỳ, quận có tổng diện tích 923 dặm Anh vuông (2.390 km²), trong đó, 587 dặm Anh vuông (1.520 km²) là diện tích đất và 336 dặm Anh vuông (870 km²) trong tổng diện tích (36,41%) là diện tích mặt nước.

### Các quận giáp ranh
- Quận Colleton, South Carolina - Bắc
- Quận Jasper, South Carolina - Tây
- Quận Quận Hampton, South Carolina - Tây bắc

### Các khu bảo tồn quốc gia
- Ernest F. Hollings ACE Basin National Wildlife Refuge (một phần)
- Pinckney Island National Wildlife Refuge

## Thông tin nhân khẩu
Theo cuộc điều tra dân số2 tiến hành năm 2000, quận này có dân số 120.937 người, 45.532 hộ, và 33.056 gia đình sinh sống trong quận này. Mật độ dân số là 206 người trên mỗi dặm Anh vuông (80/km²). Có 60.509 đơn vị nhà ở với một mật độ bình quân là 103 trên mỗi dặm Anh vuông (40/km²). Cơ cấu chủng tộc của dân cư sinh sống tại quận này gồm 70,66% người da trắng, 23,98% người da đen hoặc người Mỹ gốc Phi, 0,27% người thổ dân châu Mỹ, 0,79% người gốc châu Á, 0,05% người các đảo Thái Bình Dương, 2,84% từ các chủng tộc khác, và 1,41% từ hai hay nhiều chủng tộc. 6,79% dân số là người Hispanic hoặc người Latin thuộc bất cứ chủng tộc nào.
Có 45,532 hộ trong đó có 30,40% có con cái dưới tuổi 18 sống chung với họ, 58,20% là những cặp kết hôn sinh sống với nhau, 11,00% có một chủ hộ là nữ không có chồng sống cùng, và 27,40% là không gia đình. 21,50% trong tất cả các hộ gồm các cá nhân và 8,30% có người sinh sống một mình và có độ tuổi 65 tuổi hay già hơn. Quy mô trung bình của hộ là 2,51 còn quy mô trung bình của gia đình là 2,90,
Cơ cấu độ tuổi dân cư quận này như sau 23,30% dưới độ tuổi 18, 12,00% từ 18 đến 24, 27,20% từ 25 đến 44, 22,10% từ 45 đến 64, và 15,50% người có độ tuổi 65 tuổi hay già hơn. Độ tuổi trung bình là 36 tuổi. Cứ mỗi 100 nữ giới thì có 102,40 nam giới. For every 100 nữ giới có độ tuổi 18 và lớn hơn thì, có 102,00 nam giới.
Thu nhập bình quân của một hộ ở quận này là $46.992, và thu nhập bình quân của một gia đình ở quận này là $52.704, Nam giới có thu nhập bình quân $30.541 so với mức thu nhập $25.284 đối với nữ giới. Thu nhập bình quân đầu người của quận là $25.377, About 8,00% gia đình và 10,70% dân số sống dưới ngưỡng nghèo, bao gồm 15,40% những người có độ tuổi 18 và 6,70% là những người 65 tuổi hoặc già hơn.

## Thành phố và thị trấn
| - Beaufort - Bluffton - Burton - Hardeeville | - Hilton Head Island - Laurel Bay - Parris Island | - Port Royal - Shell Point - Yemassee |